# John Moore, Baron Moore of Lower Marsh
John Edward Michael Moore, Baron Moore of Lower Marsh PC (* 26. November 1937 in Kentish Town; † 20. Mai 2019) war ein britischer Manager und Politiker der Conservative Party. Er war 18 Jahre lang Abgeordneter des House of Commons und während der Amtszeit von Premierministerin Margaret Thatcher mehrmals Minister und seit 1992 als Life Peer Mitglied des House of Lords.

## Leben

### Berufliche Laufbahn und Unterhausabgeordneter
Nach dem Besuch der Licensed Victuallers School leistete Moore zwischen 1955 und 1957 seinen Wehrdienst im Royal Sussex Regiment in Südkorea und absolvierte im Anschluss ein Studium an der London School of Economics and Political Science (LSE). Während seines Studiums war er 1958 Vorsitzender der Conservative Association an der LSE. Er war danach bis 1974 als Manager bei Banken und Börsenmaklern tätig. Während eines Auslandsaufenthalts in den USA unterstützte er zwischen 1961 und 1965 die Politik der Demokratischen Partei in Chicago. Nachdem er 1968 Vorstandsmitglied von Dean Witter International Ltd wurde, war er zuletzt zwischen 1975 und 1979 als Vorstandsvorsitzender dieses Unternehmens tätig.
Zu Beginn der 1970er Jahre begann er sein politisches Engagement in der Kommunalpolitik als er 1971 für die konservativen Torys zum Mitglied des Rates des London Borough of Merton gewählt wurde und diesem bis 1974 angehörte. Bei den Unterhauswahlen am 28. Februar 1974 wurde Moore dann erstmals als Abgeordneter in das House of Commons gewählt und vertrat dort bis zu den Wahlen vom 9. April 1992 mehr als 18 Jahre lang den Wahlkreis Croydon Central. In der Folgezeit war er zwischen 1975 und 1979 Vize-Vorsitzender der Conservative Party und damit Vertreter des für die Geschäftsführung der Partei zuständigen „Chairman“ Peter Thorneycroft, Baron Thorneycroft of Dunton. Zwischen 1977 und 2002 war er zusätzlich Mitglied des Verwaltungsrates der London School of Economics and Political Science.
Kurz nach dem Wahlsieg der konservativen Tories bei den Unterhauswahlen am 3. Mai 1979 und dem Amtsantritt von Premierministerin Margaret Thatcher übernahm Moore sein erstes Regierungsamt und war bis Juni 1983 Parlamentarischer Unterstaatssekretär im Energieministerium, ehe er zwischen dem 13. Juni und dem 19. Oktober 1983 Wirtschaftssekretär des Schatzamtes (Economic Secretary to the Treasury) war. Im Anschluss war er vom 19. Oktober 1983 bis zum 21. Mai 1986 als Finanzsekretär des Schatzamtes zuständig für Steuern und Privatisierung.

### Minister, Oberhausmitglied und Manager in der Privatwirtschaft
Am 21. Mai 1986 wurde Moore von Premierministerin Thatcher als Nachfolger von Nicholas Ridley zum Verkehrsminister (Secretary of State for Transport) in deren Kabinett berufen. Zugleich wurde er zum Privy Councillor ernannt. Im Rahmen einer Kabinettsumbildung folgte er am 13. Juni 1987 Norman Fowler als Minister für soziale Dienste (Secretary of State for Social Services) und war in dieser Funktion bis zum 25. Juli 1988 auch für Gesundheit zuständig. Bei einer weiteren Regierungsumbildung erfolgte am 25. Juli 1988 eine Neuaufteilung der Ressortzuständigkeiten: Während er als Minister für soziale Sicherheit (Secretary of State for Social Security) weiterhin für Soziales zuständig war, übernahm Kenneth Clarke den aus dem bisherigen Ressort herausgelösten Bereich Gesundheit als Gesundheitsminister (Secretary of State for Health). Am 23. Juli 1989 schied er schließlich aus der Regierung aus und wurde von Tony Newton als Minister für soziale Sicherheit abgelöst.
Nach seinem Ausscheiden aus der Regierung war Moore seit 1989 Mitglied des Beirates von Marvin & Palmer Associates Inc USA sowie seit 1994 Vorstandsmitglied dieses Unternehmens. Außerdem war er zwischen 1990 und 1991 Vorstandsmitglied von Gartmore Investment Management Group Ltd und war seit 1991 sowohl Vorstandsmitglied der Monitor Company Inc USA als auch seither Vorstandsvorsitzender von deren Tochterunternehmen Monitor Europe. Daneben war er von 1990 bis 1995 Mitglied des Beirates von Sir Alexander Gibb & Co sowie von 1991 bis 2002 Mitglied des Beirates des Institute of Directors (IoD), einer Interessenvertretung von Unternehmensvorständen.
Durch ein Letters Patent vom 3. Juli 1992 wurde Moore nach seinem Ausscheiden aus dem Unterhaus als Life Peer mit dem Titel Baron Moore of Lower Marsh, of Lower Marsh in the London Borough of Lambeth, in den Adelsstand erhoben. Kurz darauf erfolgte seine Einführung als Mitglied des House of Lords. Im Oberhaus gehörte er zur Fraktion der Conservative Party.
In der Folgezeit übernahm er zahlreiche Managerfunktionen in der Privatwirtschaft und war zwischen 1992 und 2000 Vorstandsvorsitzender von Credit Suisse Asset Management, nachdem er dort bereits seit 1991 Vorstandsmitglied war. Daneben war er von 1992 bis 1995 erst Vorstandsvorsitzender und danach bis 2001 Präsident von Energy Saving Trust Ltd. Des Weiteren war er Vorstandsmitglied von Swiss American Corporation (1992 bis 1996), GTECH Corporation (1992 bis 2001), Blue Circle Industries plc (1993 bis 2001), Camelot Holdings Ltd (1993 bis 1994) sowie Camelot Group plc (1994 bis 1998). 1994 wurde Moore auch Vorstandsmitglied von Rolls-Royce plc und war zwischen 1996 und 2003 zuerst stellvertretender Vorstandsvorsitzender sowie zuletzt von 2003 bis 2005 Vorstandsvorsitzender. Darüber hinaus war er auch Vorstandsmitglied von Central European Growth Fund plc (1995 bis 2000), BEA Associates (1996 bis 1998), TIG Holdings Inc (1997 bis 1999) und der Private Client Bank Zurich (1999 bis 2004). Zudem fungierte er von 1994 bis 1997 als Mitglied des Aufsichtsrates von ITT Automotive Europe.